# Torre Altus
La torre Altus è uno dei grattacieli più alti dei Città del Messico ed è il più alto della zona metropolitana, si trova in Bosques de las Lomas, la zona residenziale e commerciale più esclusiva di tutta l'America Latina.
La sua costruzione è iniziata nel 1994 ed è terminata nel 1998 è stata ideata e realizzata dagli architetti Augusto H, Alvarez e Adolfo Wichers.

## Caratteristiche
La sua altezza è di 195 metri, ha 45 piani ed è servita da 15 ascensori.
È la torre-condominio più alta di tutta l'America Latina ed una delle più alte del mondo.
La torre Altus poggia su 100 piloni di Calcestruzzo che penetrano il terreno per ben 25 metri.
L'area totale del grattacielo è di 29500 metri quadrati.
La torre Altus può contare con un golf club, un centro commerciale privato, una palestra, una spa, una piscina un eliporto, una recepcion, 11 ascensori e parcheggio sotterraneo di cinque piani.
I prezzi di un appartamento in questo grattacielo oscillano tra i due e i quattro milioni di dollari, senza contare che si pagano spese condominiali tra i 1000 e i 2000 dollari al mese.
Si trova nella riserva forestale più importante della città.